# Пятидесятники

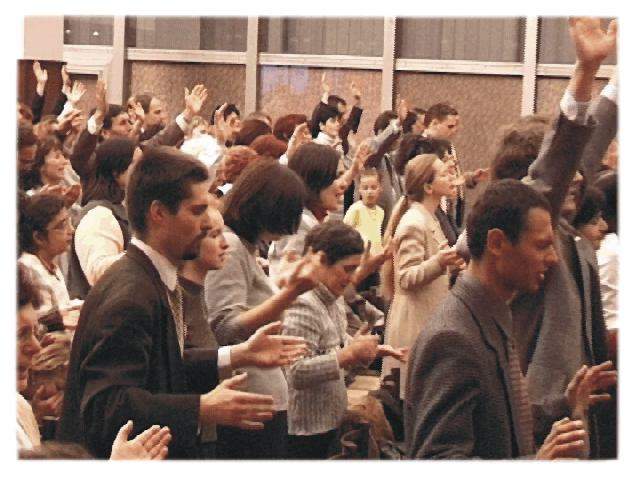
Молитвы в пятидесятнических церквях часто сопровождаются говорением на иных языках

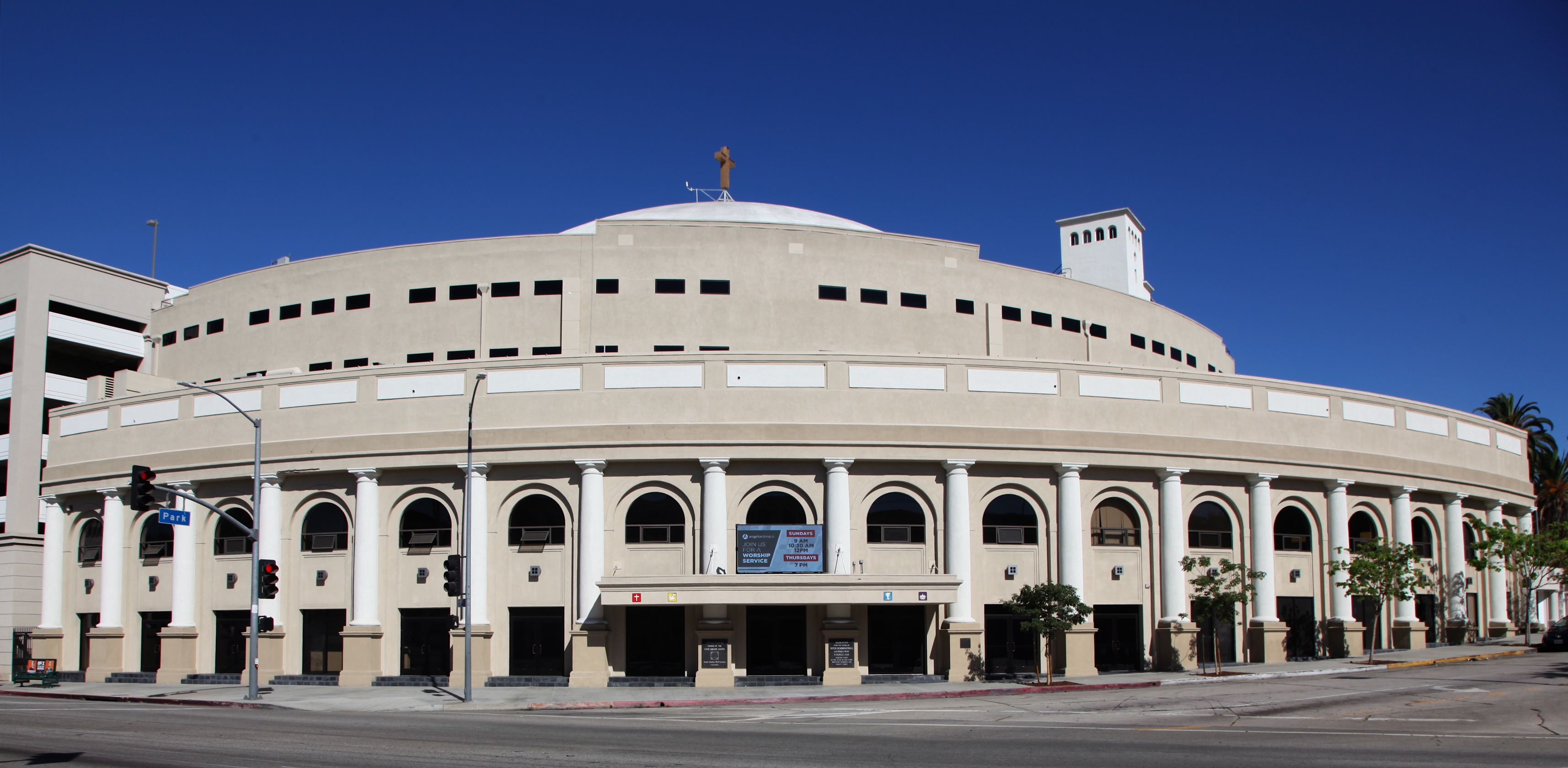
Главный храм Церкви четырёхстороннего Евангелия, Лос-Анджелес, признан историческим памятником

Пятидеся́тники (Пентекостали́сты, англ. Pentecostalism) — евангельские христиане, последователи Всемирного пятидесятнического братства, в настоящее время самого многочисленного из всех направлений протестантизма.
На территории Российской Федерации для отличия от евангельских христиан (прохановцев), по учению более близких к баптизму, предпочитали называться Христианами веры евангельской — ХВЕ или Христианами евангельской веры — ХЕВ.
Международное и межденоминационное христианское движение, в котором индивидуальные, исторически сложившиеся христианские общины принимают верования и практики, сходные с пятидесятническими, а именно «крещение Духом Святым», называют харизматическим движением. Во многом учение и богослужебная практика харизматов пересекается с пятидесятничеством, но существуют и определённые различия. Харизматы с конца 1950-х годов заняли определённую нишу в обществе, использовав в своей проповеди элементы массовой культуры, прежде всего, молодёжной.

## Общие сведения
Пятидесятничество — одно из позднепротестантских течений христианства, возникшее в США во второй половине XIX века и оттуда распространившееся в другие страны.
Пятидесятники придают особое значение крещению Святым Духом, понимая его как особое духовное переживание, нередко сопровождающееся различными эмоциями, в момент которого, по учению пятидесятников, на возрождённого верующего нисходит сила Святого Духа. Пятидесятники считают это переживание тождественным пережитому апостолами на пятидесятый день после воскресения Христа. И поскольку тот день назван пятидесятницей, то отсюда и название «пятидесятники».
Пятидесятники убеждены, что сила, которую верующий получает в результате Крещения Святым Духом, внешним образом проявляется говорением на иных языках (Деян. 2:4, Деян. 10:44−46, Деян. 19:6). Специфическое понимание явления «говорения на иных языках» (глоссолалии) является отличительной особенностью пятидесятников. Пятидесятники считают, что есть дар говорения на иных языках, который проявляется в непроизвольном говорении на иностранных языках во время евангелизаций, также как и дар пророчествования, но имеется также и молитва Святым Духом, которая есть говорение на языках «ангельских» (Рим. 8:26, Еф. 6:18).
Христиане пятидесятнических деноминаций верят, что Дух Святой также даёт дары слова мудрости, слова знания, веры, исцеления, чудотворения, пророчества, различения духов, истолкования языков, согласно 1Кор. 12:8—10.
Среди пятидесятников особое место имеют таинства — водное крещение и Вечеря Господня (причастие, или хлебопреломление). Также признают следующие обряды: бракосочетание, благословение детей, молитва за исцеление больных, рукоположение, омовение ног (во время причастия).
На протяжении всего времени своего существования важную сторону пятидесятнического богословия составляет «учение о благочестии», призывающее последователей к праведной жизни на основании Священного Писания: к отказу от алкоголя, курения, наркотиков, азартных игр, злословия, к нравственности в вопросах семьи и брака, трудолюбию.
Традиционные консервативные пятидесятники не применяют против человека оружие. Некоторые пятидесятники придерживаются доктрины «непротивления злу» (согл. Мф. 5:38-40) и не берут в руки оружие ни при каких условиях (как они считают, подобно Христу и апостолам, которые умерли мученической смертью, не применяя каких-либо силовых методов защиты).

## История

### Предыстория
Многие американские исследователи считают, что движение пятидесятников возникло в самом конце XIX века. Некоторые, однако, считают основоположником этого учения американского проповедника Джонатана Эдварса, чьи идеи получили широкое распространение в XVIII веке. Эдварс исходил из того, что существует такое явление, как духовное и божественное озарение, непосредственно ниспосылаемое душе Богом.
Также предысторию пятидесятничества связывают с именем проповедника XIX века Чарльза Финнея (англ. Charles Grandison Finney). Он уверовал в возрасте 21 года и стал известен как проповедник покаяния и пробуждения. Проповедуя в течение 50 лет в США, Англии и Шотландии, он привлёк тысячи душ ко Христу. Говоря о необходимости крещения Духом Святым, Финней приводил в качестве примера свой личный опыт, впервые употребив термин «крещение Святым Духом» (baptism in the Holy Spirit). Вот как он описывает это: 

«Ясно и отчётливо, окружённый чудесным сиянием, перед душой моей ясно предстал образ Иисуса Христа, так, что думаю, что мы встретились лицом к лицу. Он не промолвил ни слова, но посмотрел на меня таким взглядом, что я повергся пред Ним в прах, как надломленный, я опустился к Его ногам, и заплакал, как дитя. Как долго, склонившись, я стоял в преклонении не знаю, но, как только я вознамерился взять стул возле камина и сесть, как на меня излился Дух Божий и пронзил меня всего; переполнил дух, душу и тело, хотя я никогда не слышал о крещении Духом Святым, и тем более не ожидал этого, и не молил о чём-либо подобном».
Некоторые исследователи считают первой пятидесятнической церковью в США «Церковь Бога», которая возникла в 1886 году из небольшой общины методистов и баптистов в восточной части штата Теннесси и западной части штата Северная Каролина. В 1896 году в результате усиленных молений в этой общине начались внезапные «крещения Святым Духом», что было воспринято как ниспосланное Богом чудо, наподобие того, что было в день Пятидесятницы. Проповедники из этой общины разнесли весть о таком чуде по всем США и за пределы страны.
Следует иметь в вид, что появление пятидесятников, практиковавших «говорение на иных языках», не было чем-то совершенно новым на фоне различных конфессий, существовавших в США. Так, квакеры главным в своем учении полагают утверждение о непосредственном озарении человека от Святого Духа, которое он якобы получает в результате чтения Священного Писания на молитвенных собраниях. На одного из слушающих, по утверждению квакеров, при этом сходит Святой Дух, и он начинает пророчествовать. Мормоны, ирвингиане и некоторые немногочисленные направления баптистов также учат о нисхождении на них, в той или иной форме, Святого Духа, что в большинстве случаев сопровождается глоссолалией.
Глоссолалия у пятидесятников сама по себе мало чем отличается от практикуемой у этих конфессий. Новизна пятидесятничества состояла в том, что её богословы выдвинули идею о необходимости «крещения Духом Святым», внешним свидетельством которого является говорение на иных языках (глоссолалия). То есть «говорение на иных языках» рассматривается именно как свидетельство «крещения Духом Святым».

### Чарльз Фокс Пархэм и «пробуждение на Азуза-стрит»

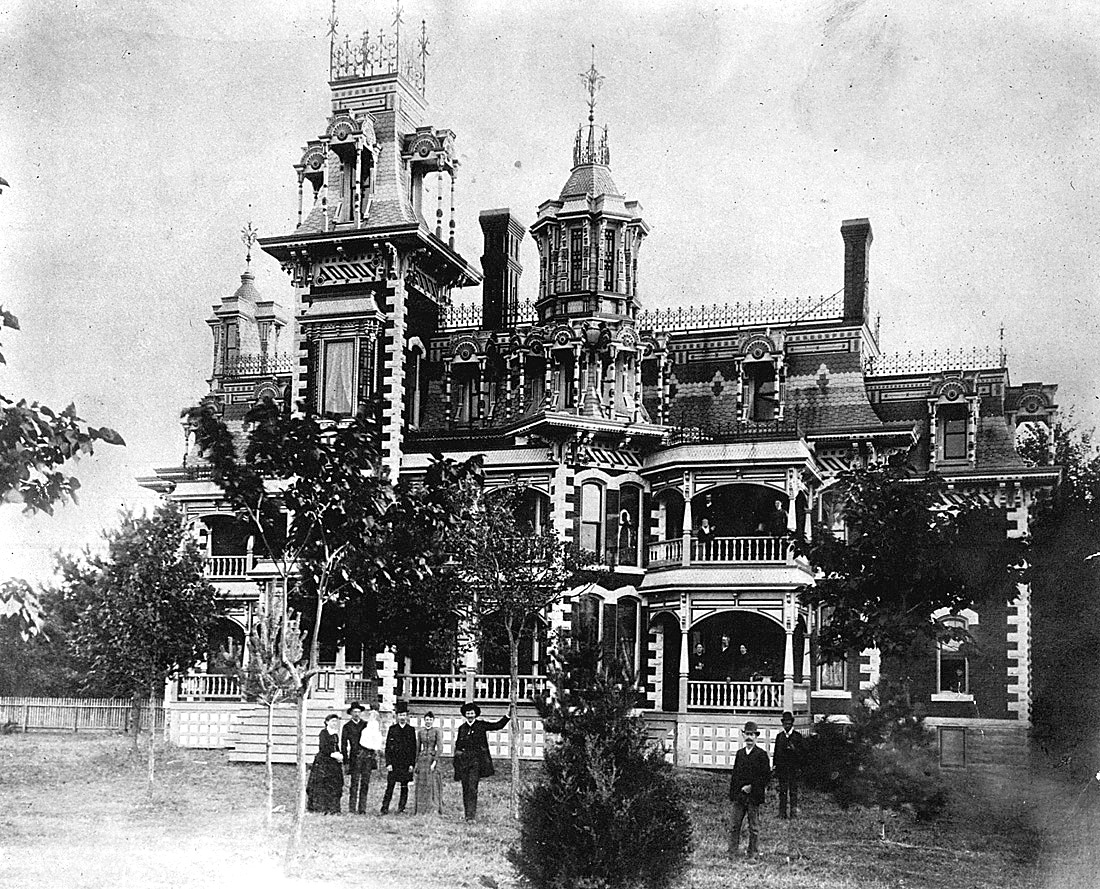
Здание библейского колледжа в Топике (около 1900)

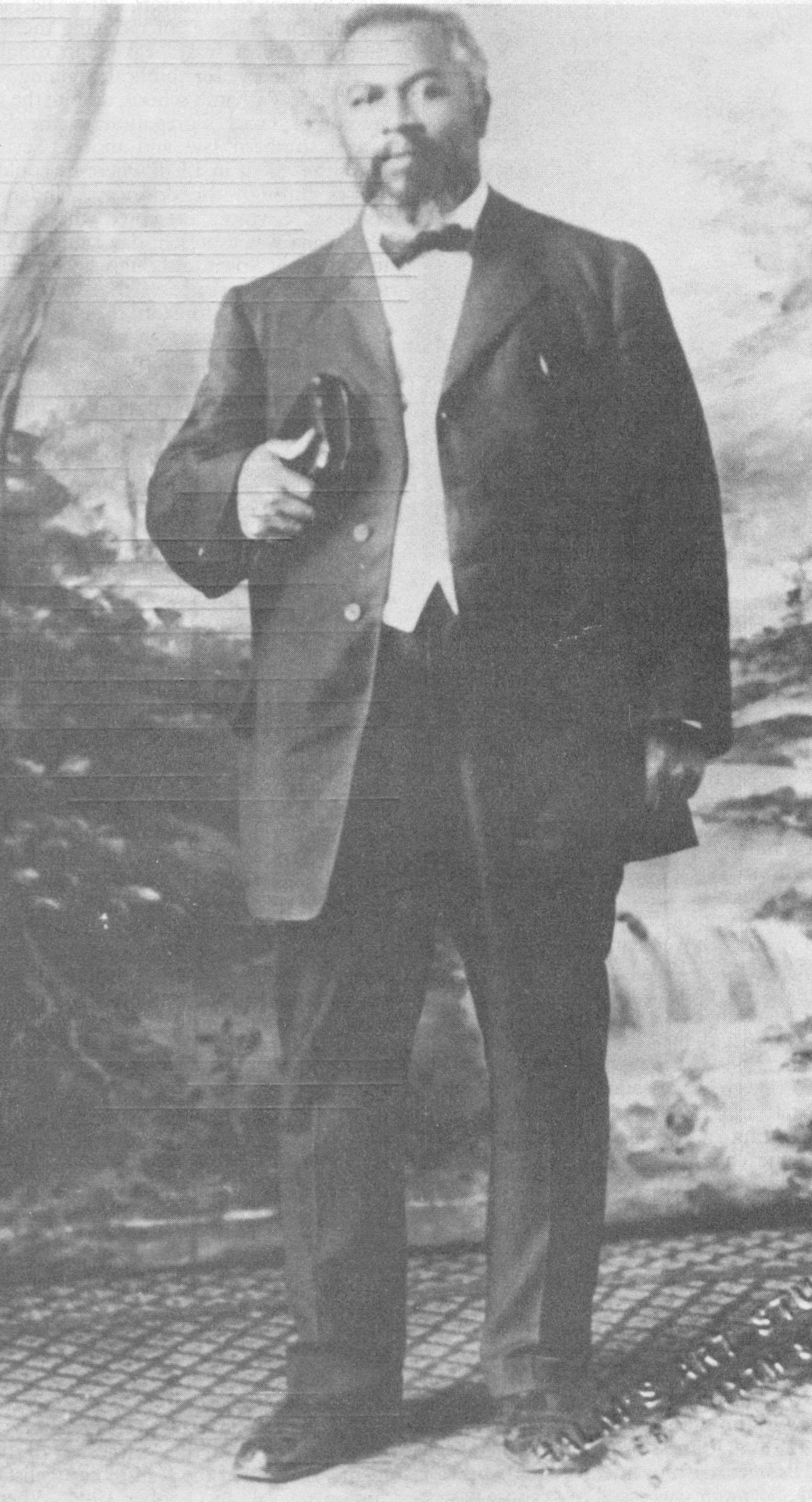
Уильям Сеймур, лидер движения «Пробуждение на Азуза-стрит»

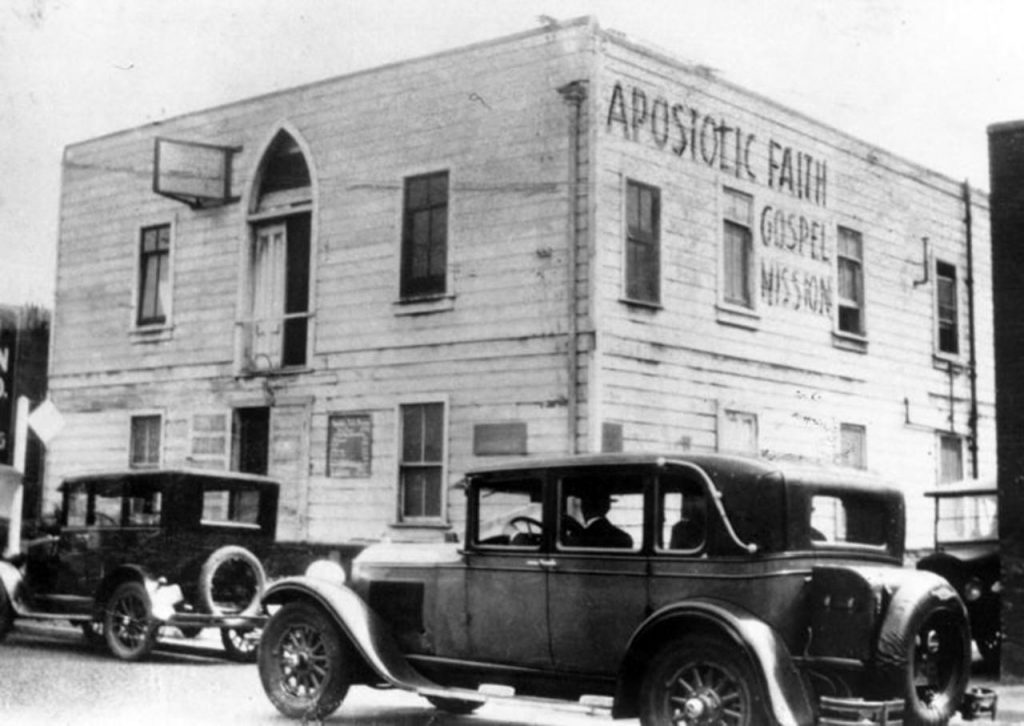
Миссия на Азуза стрит, 312

Непосредственное начало пятидесятнического движения связано с Чарльзом Фоксом Парэмом. Он был священником и, читая библейскую книгу Деяния святых апостолов, пришёл к выводу, что христиане в прошлом обладали секретом, который они утратили. Он решил организовать Библейскую школу. В городе Топика в штате Канзас он купил дом «Причуда Стоуна», и написал объявление-приглашение; на него откликнулись 40 студентов.
В декабре 1900 года Парэм должен был уехать на конференцию и дал задание ученикам. По возвращении он обнаружил, что студенты школы, независимо друг от друга читая книгу Деяний, пришли к одному и тому же выводу: в пяти случаях, описанных в Деяниях, когда крещение получили впервые, зафиксировано говорение на языках:
1. В день Пятидесятницы
2. В Самарии
3. В Дамаске
4. В Кесарии
5. В Ефесе

Парэм предложил молиться о получении от Бога такого крещения со знамением иных языков. На другой день они молились всё утро в собрании до полудня и весь день в особняке стояла атмосфера ожидания. В 19 часов в канун Нового 1901 года студентка Агнесса Озман вспомнила, что в некоторых случаях, описанных в Деяниях, на желавших получить крещение возлагали руки.
Дата 1 января 1901 года стала, таким образом, одной из дат, которую пятидесятники рассматривают как одну из ключевых в истории возникновения своего движения. Они указывают на этот день, как на первый, со времён ранней церкви, когда было взыскано крещение Святым Духом и когда говорения на языках ожидали, как исходного доказательства крещения Святым Духом. Ночью 1 января 1901 года студентка школы Ангесса Озман, поверила в своё миссионерское призвание и пожелала получить духовную силу, подошла к Пархэму и попросила возложить на неё руки, чтобы она могла принять крещения Духом Святым со знамением иных языков. Пархэм возложил руки на девушку, и она тотчас «заговорила на иных языках».
Парэм приглашал на свои молитвенные собрания больных, и многие после этого действительно получали облегчение. После этого весть о том, что появился человек, наделенный необычайной целительной силой, разнеслась по всем США. Затем Парем продолжил свою деятельность в городе Галина (Канзас) где, по сообщениям газет, он исцелил более 1000 человек и обратил в свою веру более 800.
Через 5 лет в городе Хьюстон штата Техас Парэм объявил об открытии второй школы. В эту школу пришёл Уильям Сеймур — рукоположённый чернокожий служитель. В начале 1906 года Сеймур отправился в Лос-Анджелес, где он встретил проповедника Франка Бартлемана (англ. Frank Bartleman), который успел подготовить почву грядущему пробуждению. 9 апреля 1906 года во время одной из проповедей Сеймура слушающие стали переживать состояние, получившее название «крещение Духом Святым». Сеймур открыл Миссию апостольской веры на улице Азуза, 312. Это место на определённое время стало центром пятидесятнического движения.
«Пробуждение на Азуза-стрит» продолжалось три года. Со всех США туда съезжались люди, испытавшие там «крещение Святым Духом». Многие из них впоследствии стали основателями пятидесятнических церквей не только в США, но и в Скандинавии, Великобритании, Индии, Чили. Десятки репортеров непрестанно сообщали о происходящем на Азуза-стрит. Так было положено начало движению пятидесятников.

## Движение исцеления
Ключевым поворотным моментом в истории эволюции и распространения пятидесятнического движения стало начавшееся в 1946-м году «движение исцеления», благодаря которому пятидесятники заняли определённую нишу в обществе, начав использовать в своей проповеди элементы массовой культуры (прежде всего молодёжной). Основным посланием нового движения стала проповедь об исцелении верой, которая осуществлялась, порой, даже в крупнейших залах, аренах и палатках того времени (например, одним из главных лиц движения исцеления был Джек Коу, который проповедовал и молился за своих последователей в своей самой крупной переносной палатке в США вместимостью 22.000 человек).
Некоторое время спустя стало очевидным, что движение исцеления породило не только крупнейшее миссионерское движение внутри пятидесятничества (которое Т. Л. Осборн), но так же привело к зарождению следующего «пробуждения» — харизматического движения.

## Направления пятидесятничества
Только в США существует около 120 самостоятельных пятидесятнических церквей. Их можно разделить по ряду догматических признаков.
Такие крупные пятидесятнические церкви, как Церковь Бога, Церковь Бога пророчеств и ряд других в своем учении придерживаются трех ступеней духовного роста: обращение, возрождение, крещение Духом Святым. Все они вышли из «Движения святости», признав в крещении Духом Святым завершающую ступень духовного возрождения.
Также существуют пятидесятнические церкви, которые признают не три, а две ступени духовного возрождения: обращение и крещение Духом Святым. К ним относятся церковь Ассамблеи Бога (самое крупное пятидесятническое объединение), Международная церковь четырёхстороннего Евангелия и другие.
Есть также специфическая группа пятидесятнических «церквей исцеления», появившихся в 1940-е — 1960-е годы. К ним относятся Братство церквей и священнослужителей полного Евангелия, Ревивалистическое братство Морана и другие.
Также есть пятидесятники-единственники, отрицающие триединство Божества и утверждающие принцип единоличия Бога в лице Бога Отца. Это направление возникло в 1913 году, когда проповедник Р. Макалистер заявил, что истинной формулой крещения является крещение «Во имя Иисуса Христа», а не «Во имя Отца и Сына и Святого Духа». Ассамблеи Бога отвергли эту идею, и из них вышло около четверти всех проповедников со своими приверженцами, которые и стали пятидесятниками-единственниками.
В 1948 году тринитарианские, то есть признающие триединство Божества, пятидесятнические церкви Северной Америки объединились в Пятидесятническое братство Северной Америки, которое проводит всемирные пятидесятнические конгрессы, первый из которых прошел в 1947 году в Цюрихе (Швейцария).

## Численность
В 1995 году Дэвиж Барретт оценивал численность традиционных пятидесятников в 217 млн человек. В посвящённой мировому христианству работе Pew Forum 2011 года численность классических пятидесятников указывалась в 279 млн.